# 9309 Platanus
9309 Platanus eller 1987 SS9 är en asteroid i huvudbältet som upptäcktes den 20 september 1987 av den belgiske astronomen Eric W. Elst vid Rozhen-observatoriet. Den är uppkallad efter växten Platansläktet.
Asteroiden har en diameter på ungefär 8 kilometer och den tillhör asteroidgruppen Themis.